# Rene Mentz
Rene Mentz (25 mei 1966) is een tennisspeelster uit Zuid-Afrika.
In 1993 speelde Mentz samen met Monica Reinach op Wimbledon in het damesdubbelspel. Dat jaar speelde ze ook in het enkelspel, waar ze tot de tweede ronde kwam.